# کلیسای حواریون مقدس

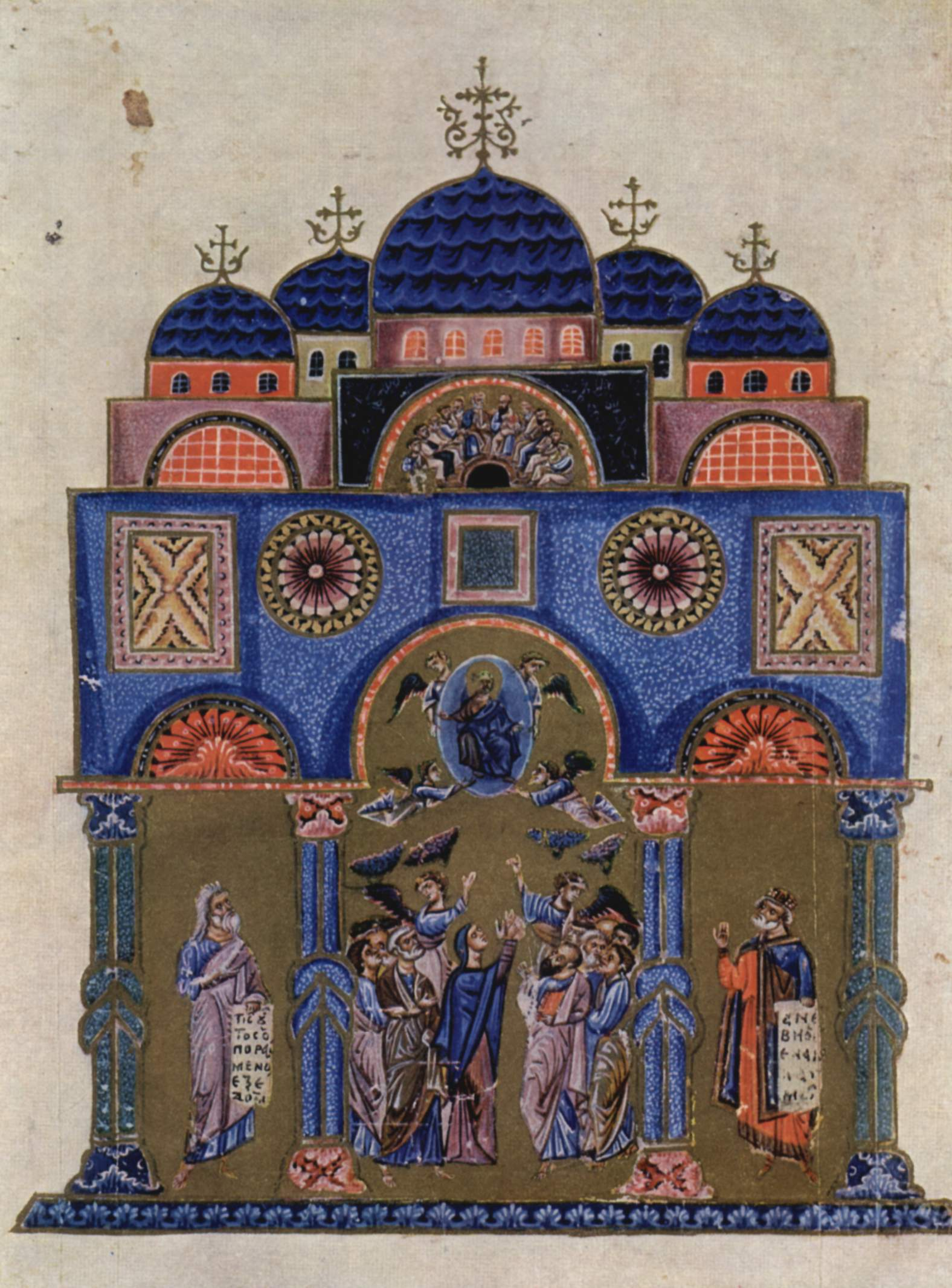
نقاشی از کلیسای حواریون مقدس

کلیسای حواریون مقدس یا کلیسای رسولان مقدس (به یونانی: Ἅγιοι Ἀπόστολοι) (به ترکی استانبولی: Havariyyun Kilisesi) (به انگلیسی: Church of the Holy Apostles) که همچنین با نام گورستان سلطنتی شناخته می‌شود، یک کلیسای ارتدکس شرقی بیزانسی در قسطنطنیه، پایتخت امپراتوری بیزانس بود. اولین سازه این کلیسا متعلق به قرن چهارم میلادی است؛ گرچه امپراتوران بعدی به آن اضافه می‌کردند یا آن را بهبود می‌بخشیدند.